# Monument de l'Ipiranga
Pour les articles homonymes, voir Monument à l’Indépendance.
Le monument de l’Ipiranga ou monument de l’Indépendance du Brésil est un monument situé à São Paulo, au Brésil, dans le Parc de l’Indépendance.
Commémorant le cri d'Ipiranga et glorifiant l'indépendance du Brésil, le monument a été créé par le sculpteur italien Ettore Ximenes et construit de 1884 à 1926.

## Personnes inhumées
Sous le monument se trouve une crypte où a été installée une chapelle impériale où reposent les dépouilles mortuaires du premier empereur du Brésil,  Pierre Ier, et de ses deux épouses et impératrices successives Marie-Léopoldine d'Autriche et Amélie de Leuchtenberg.

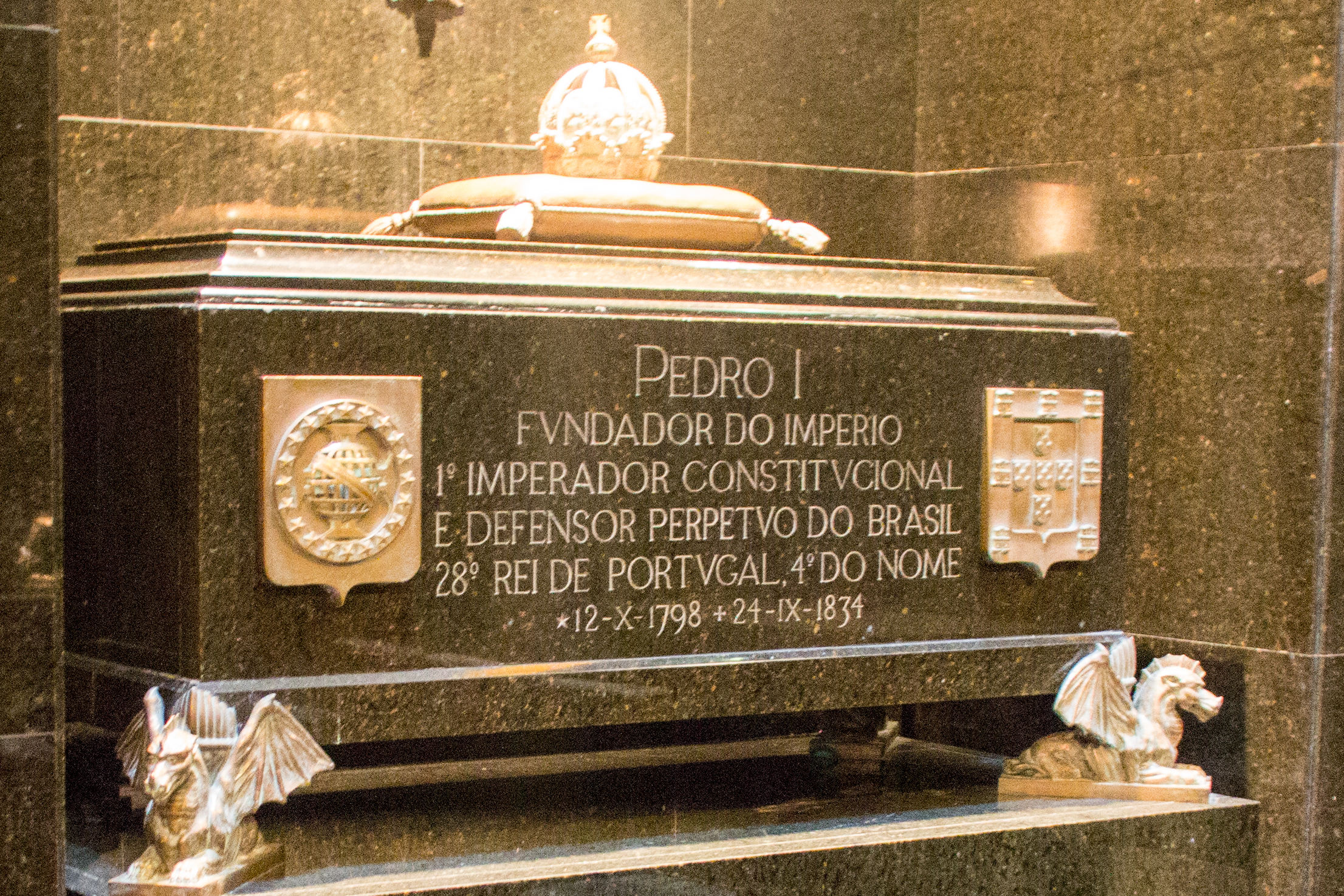
Tombeau de Pierre Ier dans la chapelle impériale.

## Histoire des dépouilles impériales
L'empereur Pierre Ier est d'abord inhumé au Panthéon royal des Bragance, à Lisbonne, à son décès en 1834.
Puis, le 7 septembre 1972, il est inhumé dans le monument de l'Ipiranga, à l'endroit même où il avait proclamé l'indépendance du Brésil le 7 septembre 1822.
L'impératrice Marie-Léopoldine meurt à Rio de Janeiro en 1826. Elle est d'abord inhumée au  Couvent de Ajuda, à Rio, mais quand celui-ci est démoli en 1911, le corps de l'impératrice est transféré au  Couvent de Saint-Antoine de Rio (Convento de Santo Antônio).
En 1954, on transfère définitivement sa dépouille dans un sarcophage en granite vert orné d'or, dans la chapelle impériale du monument de l'Ipiranga.
L'impératrice Amélie meurt à Lisbonne en 1876. Sa dépouille est transférée dans la chapelle impériale du monument de l'Ipiranga en 1982, sur l'initiative du gouverneur de São Paulo, Paulo Maluf.

## Galerie

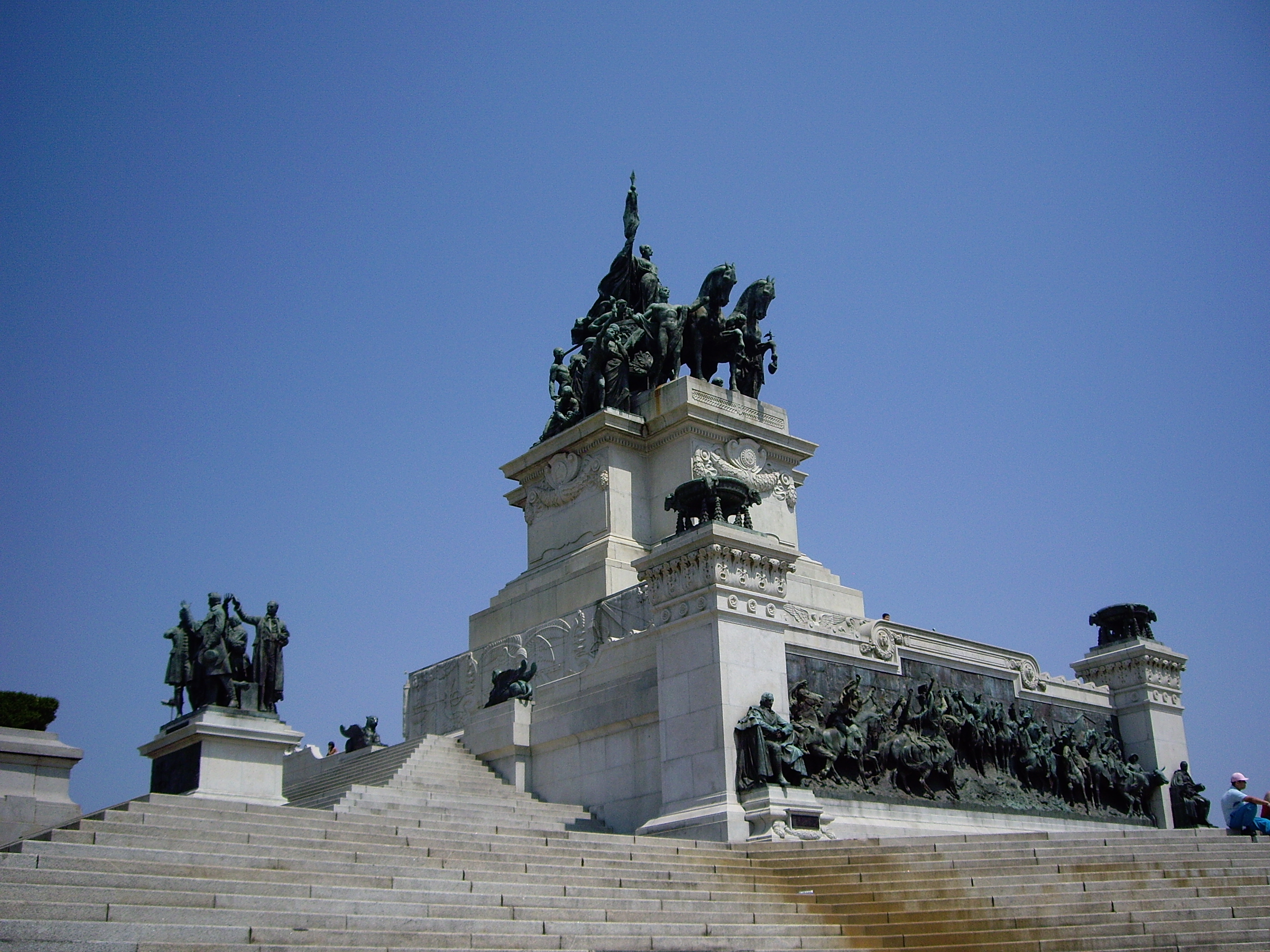
Monument de l'Ipiranga.
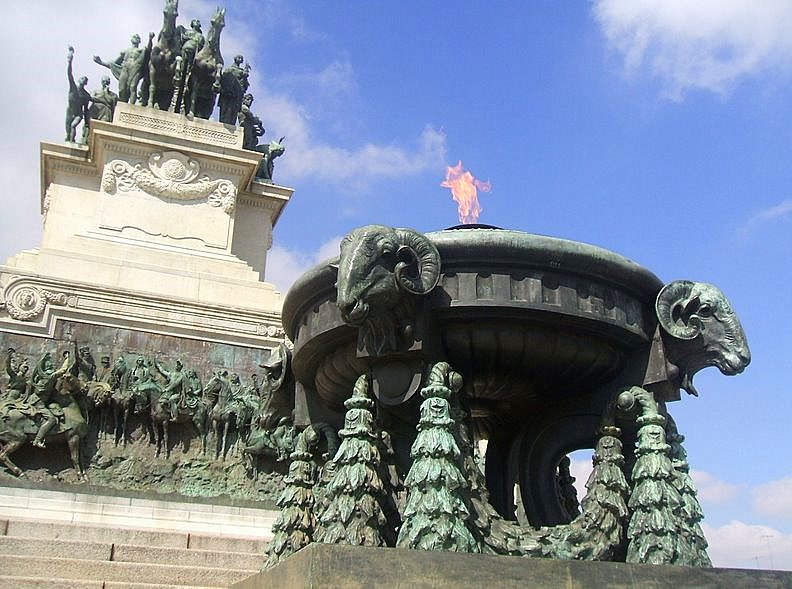
Autel de la Patrie.
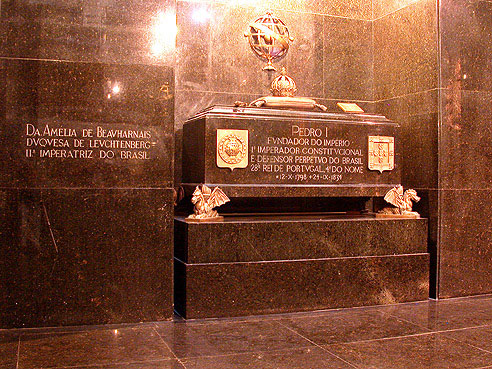
Tombeaux de Pierre Ier du Brésil (à droite) et de Amélie de Leuchtenberg (à gauche), 2e impératrice du Brésil.